# メトプレン
メトプレン（英語: Methoprene）とは、昆虫成長制御剤のひとつ。幼若ホルモンに作用すると、昆虫の変態を阻害する。ノミの駆除、ハエの発生防止に使用される。

## 特徴
琥珀色の液体で独特の臭いがある。数種の酸や塩基、溶媒では化学的に安定している。

## 歴史
この分子は、濾紙で偶然に発見された。アメリカ合衆国では、2つの形態で販売され、農薬と化学物質として、EPAによって登録された。 
生化学農薬として再分類し、1991年に再登録適格性（RED）に論文発表したのち、有効成分とすべての最終使用製品（製剤）の再登録を可能とした。
1997年にEPAは、特定の食品やメトプレンの使用限度数、牛の飼料添加剤としての利用を認めた。
カナダでは、1977年に農薬として登録された。

## 性質
メトプレンは殺虫剤として使用した場合、幼虫の成長を阻害する作用がある。成長阻害されるのは、調節因子として作用する幼若ホルモン（JH）である。
昆虫の場合は、成虫には効果がないが、上記の通り幼虫の変態を阻害し、デング熱やマラリアを広げる蚊の駆除として有効である。
毒性を介して標的害虫を駆除するよりも、メトプレン処理した後の幼虫は、成虫になれず蛹から変態できなくし、生物学的なサイクルを破壊することができるため、生化学農薬として見做される。
無脊椎動物では、非常に活発な内分泌攪乱物質が作られるが、ヒトが摂取・接触・吸入しても、選択毒性により無害なのだが、脊椎動物（実験動物）では、特定の遺伝子を活性化された証明があるので、毒性学的には懸念の源である。

## 代謝
ネズミによる実験では、メトプレンは速やかに代謝され、その代謝物（副産物）は広く生合成に組み込まれた酢酸分子のような内因性分子を生成するために再利用され、コレステロールなどに身体構成成分中に組み込まれる。

## 毒性
ヒトの場合、危険性は非常に低い。哺乳類の場合、食物と一緒に吸収された分子は、急速に完全代謝され、その後、代謝物は尿と便を経由して排泄される。
ネズミの場合、1975年に3年から4年に亘る経口投与（0、250、1000、5000ppm）の4つの濃度で実験を行った。結果は最高用量で2年間給餌させても、ネズミに有害な影響を見出せなかった。

### 急性毒性
哺乳類の場合、高用量を必要とする。
- イヌで5～10g/ kgの急性経口。
- ネズミで5～10g/kg
- ウサギ7～12g/kg

症状として、嘔吐、散瞳、異常行動、咳、痙攣が発症する。
この毒性のため、企業が推奨する用量を指定されているが、用量を超したものを犬猫に与えた事件がEPAに報告されている。

## 利用
使用用途は、国家ごとの規制によって異なる。
メトプレンは、肉、牛乳、キノコ、落花生、米、ピーナッツ、小麦粉などの穀物の備蓄食料となる害虫駆除。食品添加物さまざまな食品の製造。
シラミ、ノミやフタトゲチマダニとするダニ類を駆除するために家畜（ペット）用にも使われ、繁殖ハエを防ぐため牛の飼料として(畜産添加物)も使用されている。
畜産添加物として使用した結果、牛の糞便中に発見された。 
ヒトが摂取・吸入する場合は非毒性であり、デング熱やマラリアを広げる蚊を駆除するため、飲用水の貯水槽に投げ込んで使用されている。
メトプレンは、西ナイルウイルスの拡散逓減や、カのボウフラ駆除剤として最も広く使用されている。
錠剤、溶液などとして販売されている。主な商品名は「アルトシッド」である。

## 保存
食品から離れた、冷暗所に保存すること。また、全ての農薬と同じように、移し替えせず、子供の手の届かないところに保管しなければならない。

## 影響
長期間に亘る、多くの陸生および淡水無脊椎動物の生態系に有害な影響を有することが疑われている。
北アメリカでは、数種の無尾類やカエルの畸形、過剰手足と上肢への影響。手足欠落或いは不足されていることが観測され研究されている。1998年の実験は、初期胚の段階から様々な段階にあるオタマジャクシにメトプレン処理した結果、先天性欠損のいくつかを誘発することが判明したが、すべての異常が再現されていなかった
ナラガンセット湾において、ロブスターなどの甲殻類の成長を阻害し、発育不良の原因である可能性があり、2日間の環境におけるメトプレンの耐久性を考慮し、約1週間の生物学的活性の持続効果を調査することになった。
メトプレンは、活性型の海洋生態系に入ることに可能性はあるのか示唆されている。研究は結論に到達する前に、メトプレンは、ロブスターの生活環を妨害すること仮説を検証するために実施されなければならない。
2012年、アメリカ合衆国環境保護庁は「この生物農薬に職業的に曝露した人への危険性はないが、その性質上、環境に重大な影響を与えることがある」と発表した。

## 代替用品開発
このタイプの環境破壊を制限するために、研究者は、同じ殺幼虫効果を持ちながら生分解が速いような、近い分子を研究することを2011年に発表した。レチノイドの代謝と機能を用いて、この化合物の相互作用を理解することを模索している。